# Malapterurus microstoma
Malapterurus microstoma är en fiskart som beskrevs av Max Poll och Gosse, 1969. Malapterurus microstoma ingår i släktet Malapterurus och familjen Malapteruridae. IUCN kategoriserar arten globalt som livskraftig. Inga underarter finns listade i Catalogue of Life.